# Paul Émile de Souza
Paul Émile de Souza (Ouidah, Dahomey, 1931-Porto Novo, Benín, 17 de junio de 1999). Estudió en escuelas locales e ingresó al ejército francés en 1948, participando en algunas maniobras en Marruecos.
Al obtener Benín su independencia (1960), pasó a ser capitán de ejército, llegando a coronel en 1966. En 1967, el presidente Emile Derlin Henri Zinsou le nombró Director de Asuntos Militares, intentando siempre mantenerse al margen de la política, pero no pudo. 
En 1969, el general Maurice Kouandété derrocó a Zinsou, pero al no hallar apoyo político ni militar para sustentar un gobierno, designó a De Souza como presidente provisional. De inmediato debió allanar el camino a la democracia, pues era un hombre poco interesado en el poder. Convocó a elecciones para 1970 que no fueron del todo claras.
Regresó a ser Jefe de Estado Mayor del Ejército de Benín. En 1972, Kouandété, que intentó un nuevo golpe, planeó un atentado contra la vida del coronel De Souza, el que falló. Fue exonerado del ejército por Mathieu Kérékou y nombrado comisionado nacional al Banco de Crédito Agrícola.
Falleció el 17 de junio de 1999, en Porto Novo.
| Predecesor: Emile Derlin Henri Zinsou | Presidente de la República de Benín 1969-1970 | Sucesor: Hubert Maga |